# تثمئه السفلى-حبيل احمر (يهر)

تعديل مصدري - تعديل

تثمئه السفلى-حبيل احمر هي إحدى قرى عزلة يهر بمديرية يهر التابعة لمحافظة لحج، بلغ تعداد سكانها 83 نسمة حسب تعداد اليمن لعام 2004.